# Жаксы-Жалгызтау (гора)
Жаксы-Жалгызтау (каз. Жақсы Жалғызтау — Хорошая одинокая гора или Хороший холм) (729 м) — гора в Казахстане. Четвёртая по высоте вершина Кокшетауской возвышенности (все три более высокие вершины располагаются в одном массиве гор Кокшетау (Бурабай). Высшая точка Айыртауского района и всей Северо-Казахстанской области. Расположена в 1 км к юго-западу от озера Жаксы-Жалгызтау, над которым нависает очень крутой северо-восточной стеной. Весь массив представляет собой гребень с высотами 690—729 метров, длиной около двух километров. Склоны покрыты сосновым лесом.
Происхождение названия связано с расположенным рядом богатым рыбой одноимённым озером с пресной водой. Оценочные названия давались, как правило, местам удобным (или не удобным) для поселения. Причём названия поселениям чаще давались по признаку или имени первопоселенца, и поэтому названий на Жаксы- («Хороший») немного, тогда как неудобные места просто обозначались Жаман- («Плохой»), а потому и Жаман- в названиях встречается чаще.